# Сан Ђовани (Казерта)
Сан Ђовани је насеље у Италији у округу Казерта, региону Кампанија.
Према процени из 2011. у насељу је живело 27 становника. Насеље се налази на надморској висини од 59 м.